# 劍氣書香
《劍氣書香》為古龍早期作品，1960年10月由真善美出版一集，未完；1963年始由陳非續作七集。（《台灣武俠小說發展史》誤稱古龍寫三集，墨餘生續五集）由於印量有限，《劍氣書香》一度亡佚多年，近年才重新出土。本書於2013年由台灣真善美出版社授權廣州朗聲圖書公司出版。

## 故事大綱
武林中兩大絕頂高手「威震河朔」魏靈飛、「湘江一龍」龍靈飛（合稱北靈、南靈）因名字相同而相約比武，但是二十年來毫無勝負，最後兩敗俱傷（龍靈飛傷得較輕先離去），碰巧富家公子王一萍遇上重傷的魏靈飛，於是魏靈飛便將生平武功全傳給王一萍；另外龍靈飛則傳功給北京低級階級、處處受人欺負（被稱為「受氣包」）忍讓的向衡飛，之後兩大高手俱身亡。
十年後，王一萍赴約與向衡飛一決生死，但卻不了了之，約定三日後再戰。之後王一萍回家發現宵小一輩賀銜山欲竊王家花園裡某個假石，賀銜山被發現後裝作有收藏石頭的癖好，加上賀銜山亦是風流人士，王一萍與之馬上成為好友。之後賀銜山邀王一萍找北京名妓海萍（本已與王一萍身心相許），但賀銜山在江湖其實是個聲名狼藉的採花大盜，因採花而得罪了北京最大幫派「紅旗幫」，海萍因而遭威脅而將兩人迷昏。
後來向衡飛再來找王一萍卻找不到人，於是循跡破了紅旗幫的北京分舵，但王家卻因而慘遭滅門。王一萍只好與賀銜山浪跡江湖，但賀銜山卻中途離開。後來王一萍在黃山不巧遇到向衡飛與海萍，王一萍怒火中燒，但向衡飛欲向王一萍解釋海萍之事而慘遭王一萍的毒手。後來王一萍插手黃山上破山寺的仇殺而與「無敵神劍」崔仲宇動手，但卻不敵，羞愧之下發足往深山跑，而遇到一位長得與海萍一模一樣，但武功卻是絕頂的紅裳少女……。